# مازاد نفت دهه ۱۹۸۰

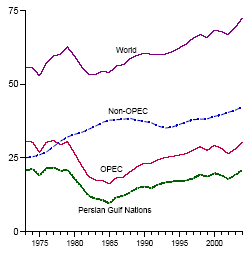
تولید نفت بر اساس سال

افزایش عرضه نفت مخصوصا توسط عربستان و کاهش مصرف نفت بدلیل آثار بحران انرژی دهه۱۹۷۰ باعث کاهش ارزش نفت خام در دهه هشتاد میلادی شد. قیمت جهانی نفت در سال ۱۹۸۰ به بیش از ۳۵ دلار در هر بشکه (معادل ۱۱۵ دلار در سال ۲۰۲۱ )  رسیده بود. در سال ۱۹۸۶  به زیر ۱۰ دلار کاهش یافت. اشباع در اوایل دهه ۱۹۸۰ در نتیجه کندی فعالیت اقتصادی در کشورهای صنعتی به دلیل بحران های دهه ۱۹۷۰ و صرفه جویی در انرژی (افزایش بازدهی)  ناشی از قیمت های بالای سوخت آغاز شد. نیاز عربستان و ایران و عراق به صادرات بیشتر برای هزینه های جنگی به آن دامن زد. 

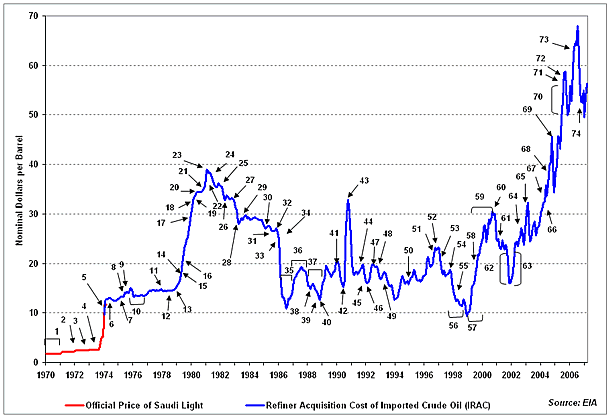
قیمت بشکه نفت خام